# Hadi Choopan

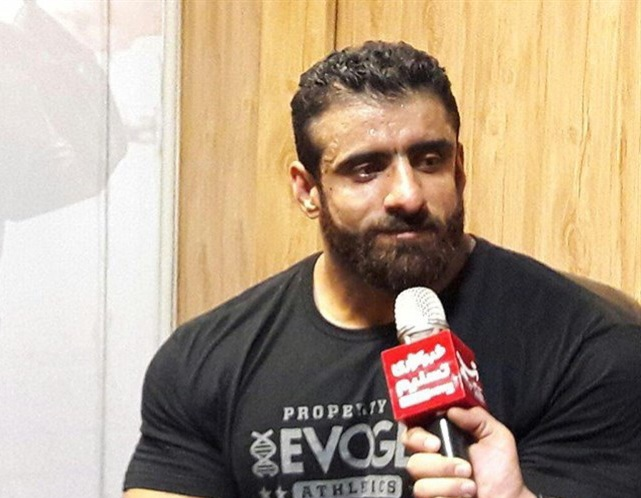
Hadi Choopan, 2021

Hadi Choopan (persisch هادی چوپان, auch romanisiert als „Hādi Chupān“; * 26. September 1987 in Sepidān), auch bekannt als Der Persische Wolf (Englisch: The Persian Wolf), ist ein iranischer Profibodybuilder.
Von 2011 bis 2016 war er festes Mitglied des iranischen Bodybuilding-Nationalteams. Choopan hat mehrfach an Wettbewerben der International Federation of Bodybuilding & Fitness (IFBB) teilgenommen und verschiedene Titel gewonnen.
Hadi Choopan gewann 2019 den 3. Platz bei Mr. Olympia und danach 2020 den 4. Platz. 2021 erreichte er dann den 3. Platz und im vierten Anlauf 2022 erreichte er erfolgreich den 1. Platz.
Ein seiner größten Träume war es, die Goldmedaille von Arnold Schwarzenegger persönlich zu erhalten, und er konnte dies gleich zweimal hintereinander bei den Arnold Classic 2024 in Ohio und den Arnold Classic 2024 in Großbritannien in die Realität umsetzen.